# Agomelatine

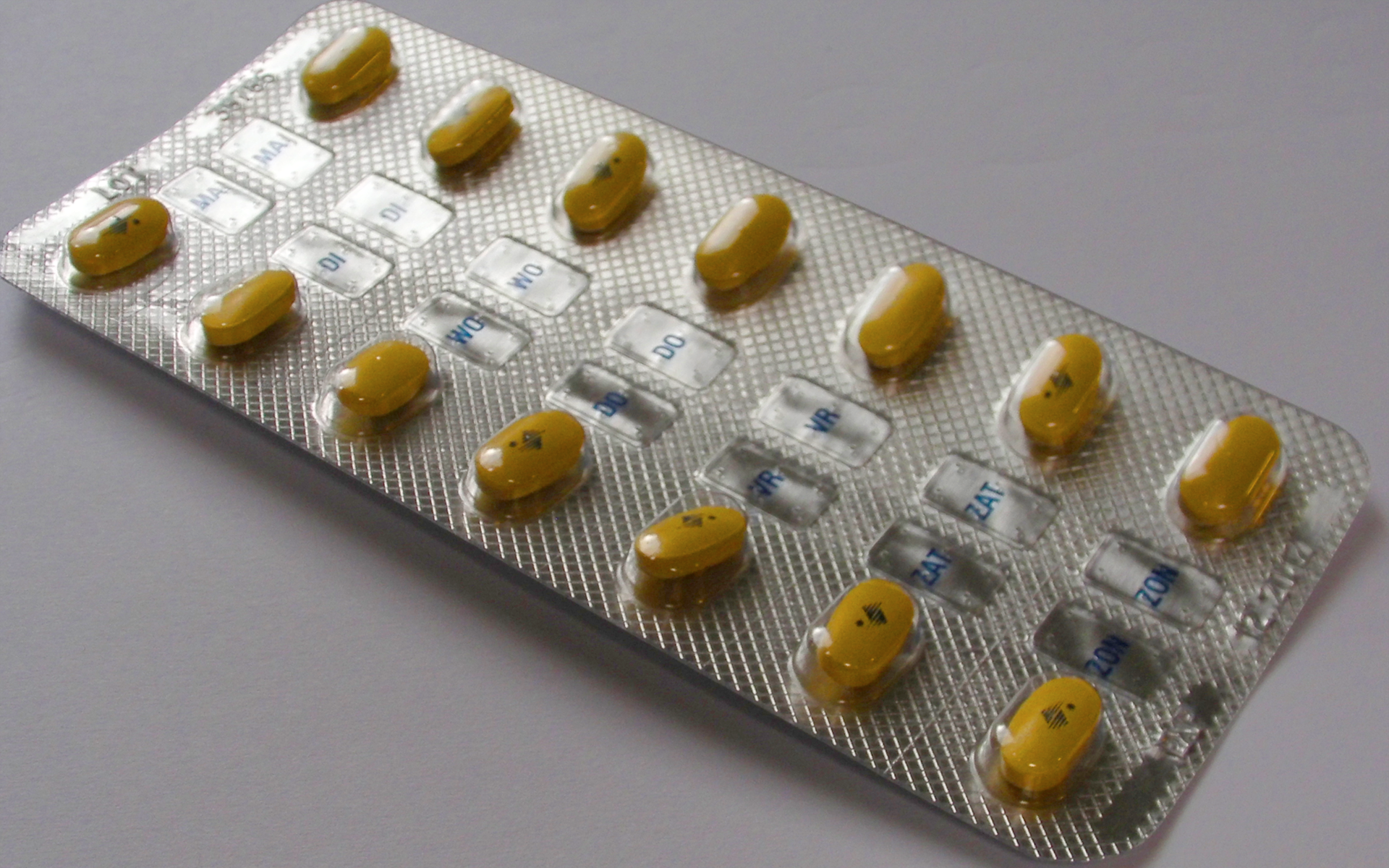
Valdoxan (Agomelatine) in een doordrukstrip

Agomelatine (merknaam Valdoxan) is een geneesmiddel uit de groep antidepressiva dat werd ontwikkeld door het Franse farmaceutische bedrijf Servier. Het middel lijkt chemisch sterk op het hormoon melatonine. Agomelatine is toegelaten voor de behandeling van depressie en gegeneraliseerde angststoornis. Bovendien wordt aan het middel een herstellende werking op het circadiaan ritme (24-uurs slaap-waakritme) toegeschreven.

## Farmacologie
Agomelatine bindt zich als selectieve en specifieke agonist (lees: stimulans) aan de melatonine receptoren MT1 en MT2 in de nucleus suprachiasmaticus in de hypothalamus die betrokken is bij het regelen van de biologische klok.
Agomelatine is bovendien een antagonist van de 5-HT2C receptoren. Stimulering van de 5-HT2C receptoren door serotonine remt de afgifte van dopamine en noradrenaline. Antagonisme (demping) van 5-HT2C receptoren (door agomelatine) leidt tot verbetering van de afgifte van dopamine en noradrenaline en tot verbeterd transport daarvan. Dit zou een verklaring zijn van het veronderstelde antidepressieve effect.

## Werkzaamheid
In het kader van de toelatingsprocedure werden diverse uitgebreide placebo gecontroleerde studies uitgevoerd.
Hoewel uit enkele gecontroleerde studies blijkt dat agomelatine even werkzaam is als de SSRI's paroxetine (Seroxat) en sertraline (Zoloft), kon in andere gerandomiseerde onderzoeken met controlegroepen geen grotere effectiviteit dan van een placebo worden vastgesteld. Agomelatine blijkt de kwaliteit van de nachtrust te verbeteren, zonder sufheid overdag. Agomelatine vertoont anxiolytische (angstremmende) eigenschappen en in 2008 werd vastgesteld dat het een betere werking heeft dan placebo's bij de behandeling van gegeneraliseerde angststoornis. In april 2010 vond het Geneesmiddelenbulletin het toch een raadsel dat het op de markt was toegelaten.

## Bijwerkingen, wisselwerkingen en ontwenning
Agomelatine wordt niet in verband gebracht met gewichtstoename, veranderingen in libido, slaapproblemen of ontwenningsverschijnselen en is daarmee sterk verschillend van de meeste oudere antidepressiva, zoals SSRI's.
De bijsluiter vermeldt de volgende vaak voorkomende bijwerkingen: duizeligheid, slaperigheid, moeite met in slaap vallen, migraine, hoofdpijn, misselijkheid, diarree, constipatie, buikpijn, hevige transpiratie, rugpijn, vermoeidheid en angst.
Uit onderzoek blijkt dat het middel kan leiden tot verhoging van het leverenzymenpeil in het bloed, daarom wordt geadviseerd gebruikers periodiek daarop te controleren. Op 10 oktober 2012 schreef de firma Servier in een brief, een zogenaamde Direct Healthcare Professional Communication. De brief met deze belangrijke risico-informatie is in overleg met de  EMA, het College ter Beoordeling van Geneesmiddelen (CBG) en de Inspectie voor de Gezondheidszorg (IGZ) gestuurd naar huisartsen, psychiaters en openbare- en ziekenhuisapothekers. Voorschrijvers worden eraan herinnerd om leverfunctietesten uit te voeren bij alle patiënten die agomelatine krijgen voorgeschreven, dit periodiek te controleren en ook te testen bij aanpassing van de dosering en op klinische indicatie. Een officiële waarschuwing werd gepubliceerd op de CBG website op 19 oktober wegens deze ernstige leverbeschadiging. Drie dagen later kwam de firma Servier met een waarschuwingsbrief aan de artsen.

## Ontwikkeling en registratieperikelen
Het middel werd ontdekt en ontwikkeld door het farmaceutische bedrijf Servier SARL dat is gespecialiseerd in medicijnen voor cardiologische en reumatische aandoeningen en middelen ter behandeling van diabetes en klinische depressie. Servier meldde het middel aan bij het Europees Geneesmiddelenbureau (EMEA) in 2005 onder de merknamen Valdoxan en Thymanax. De Comité for Medicinal Products for Human Use (commissie geneesmiddelen voor menselijk gebruik) van EMEA gaf in juli 2006 een negatief advies over toelating. De commissie oordeelde dat de werkzaamheid onvoldoende was aangetoond. In november 2008 kreeg agomelatine wel groen licht, onder beperkende voorwaarden (onder andere in verband met wisselwerkingen met CYP 1A2 remmers als fluvoxamine (Fevarin) en Ciprofloxacine (Ciproxin). In de VS zal het middel niet worden toegelaten door de FDA.

## Waarschuwing na registratie
Op 22 oktober 2013 waarschuwde de firma Servier voorschrijvende artsen voor het optreden van levertoxiciteit.